# Codex Basilensis
El Codex Basilensis (A. N. III. 12; Gregory-Aland no. E/07) és un manuscrit uncial del segle viii del Nou Testament. Està escrit en grec, sobre pergamí, amb lletres uncials, i es conserva a la Universitat de Basilea (A. N. III 12).
El còdex conté 318 fulles de pergamí (23 x 16,5 cm) i conté els quatre Evangelis. El text està escrit en una sola columna, amb entre 23 i plus línies per columna.